# Eugenia umtamvunensis
Eugenia umtamvunensis là một loài thực vật thuộc họ Myrtaceae. Đây là loài đặc hữu của Nam Phi. Chúng hiện đang bị đe dọa vì mất môi trường sống.